# Plaça de Taksim

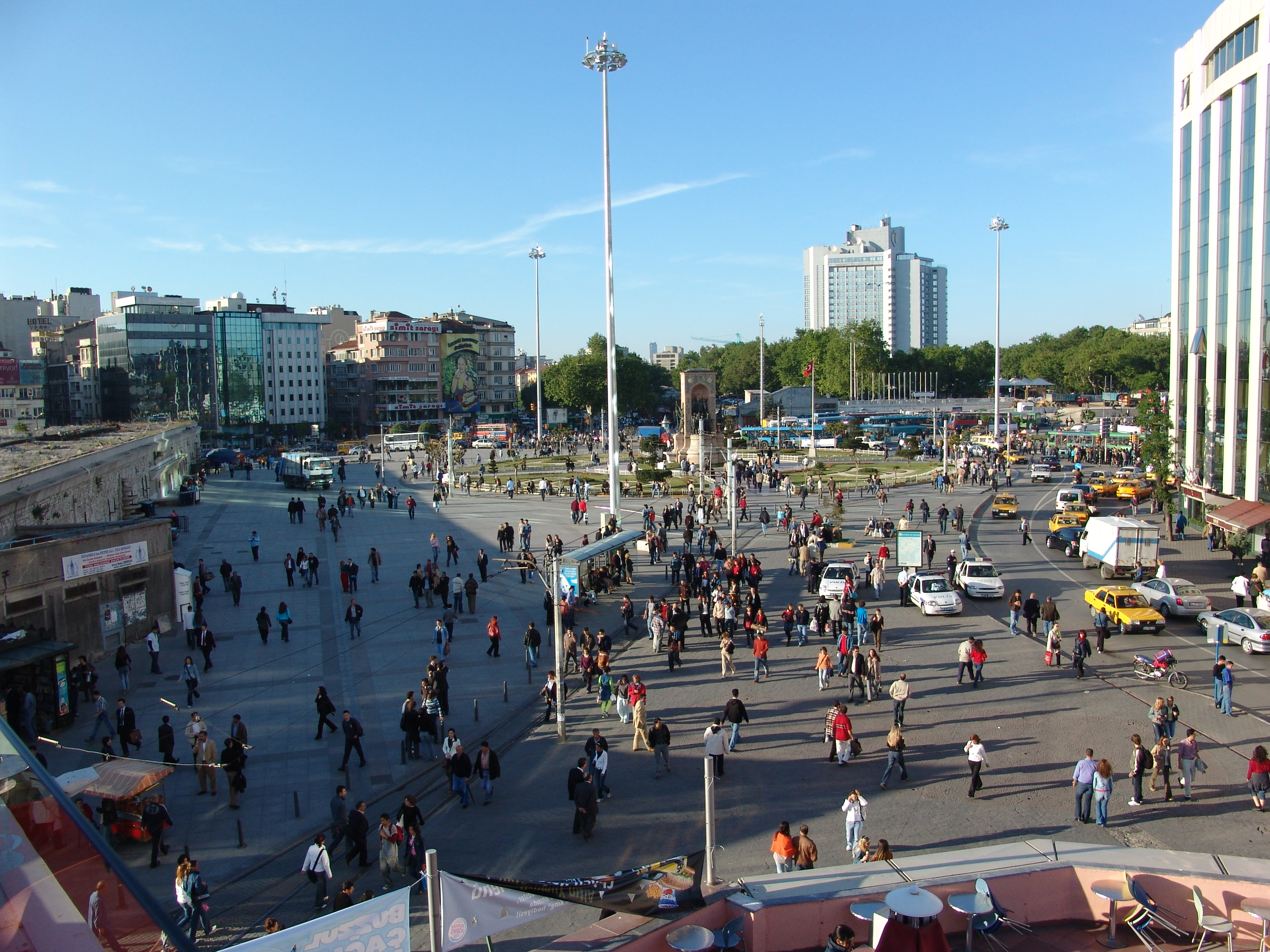
Vista de la Plaça Taksim des del Burger King.

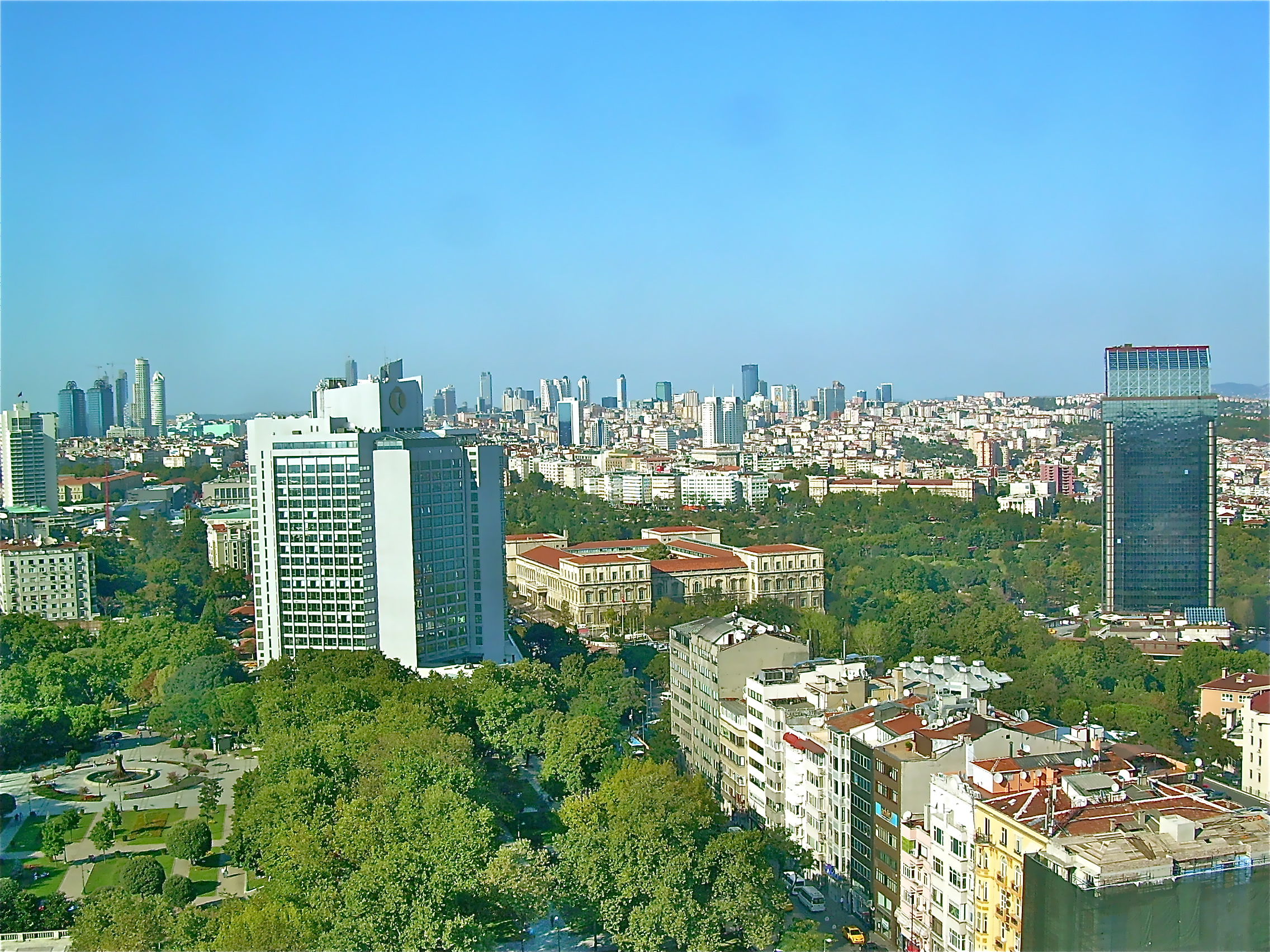
Vista del Parc de Taksim (Taksim Gezi Parkı) i el districte financer de Levent tal com es veu des del bar del terrat de l'Hotel Marmara a la plaça de Taksim.

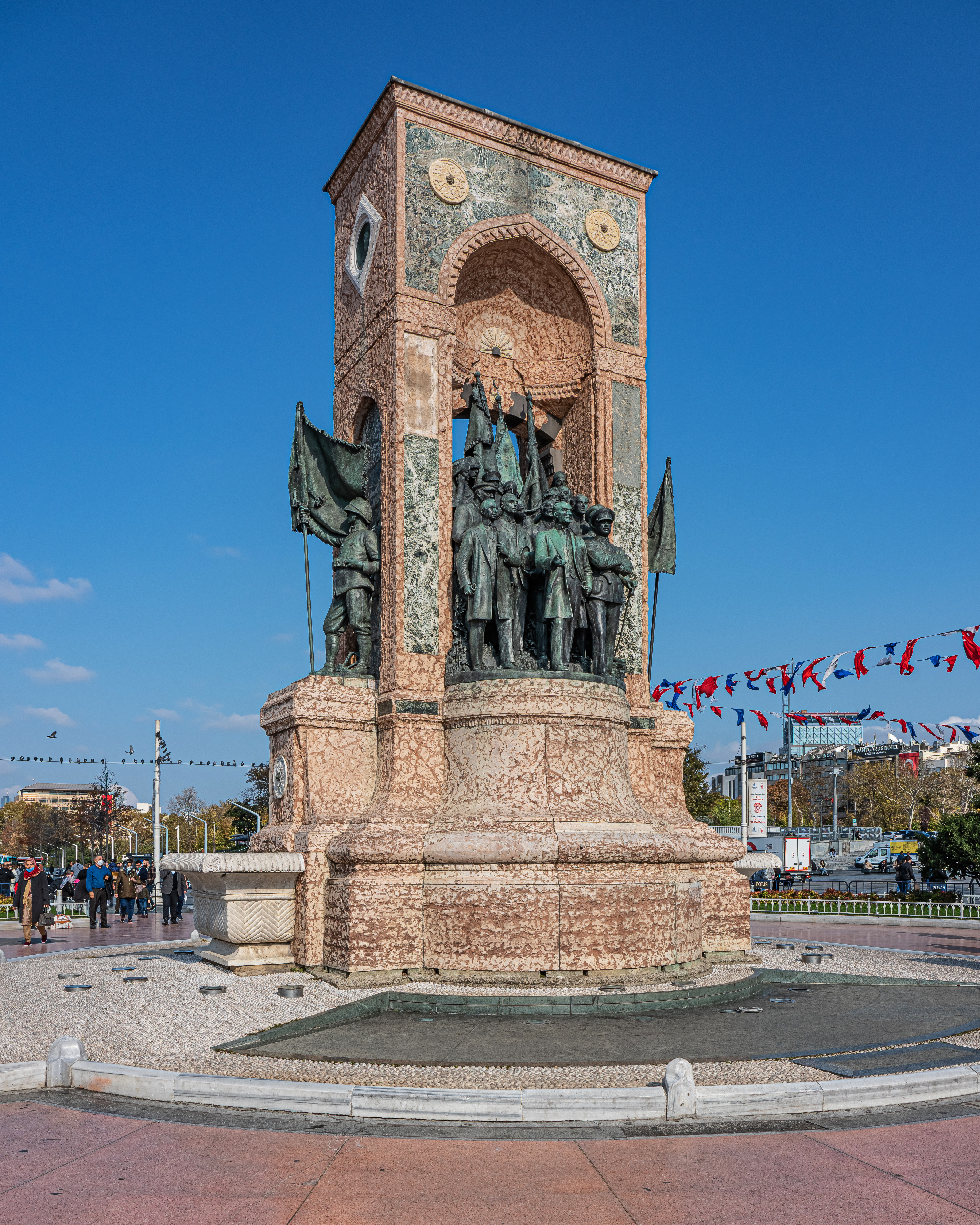
El Monument de la República (1928) a la plaça Taksim, elaborat per Pietro Canonica.

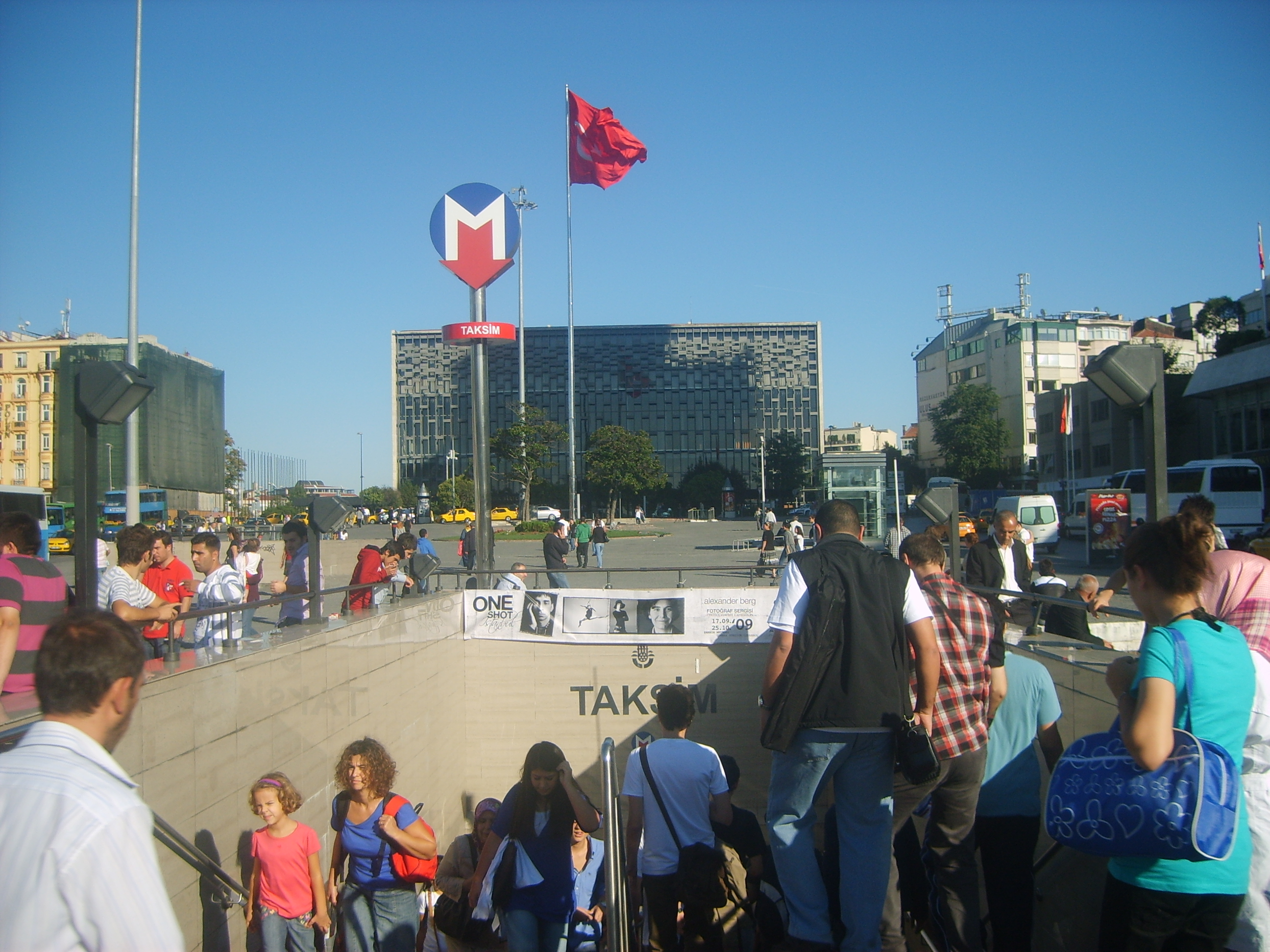
Centre Cultural Atatürk a la plaça de Taksim, amb l'entrada de l'estació de Taksim del Metro d'Istanbul.

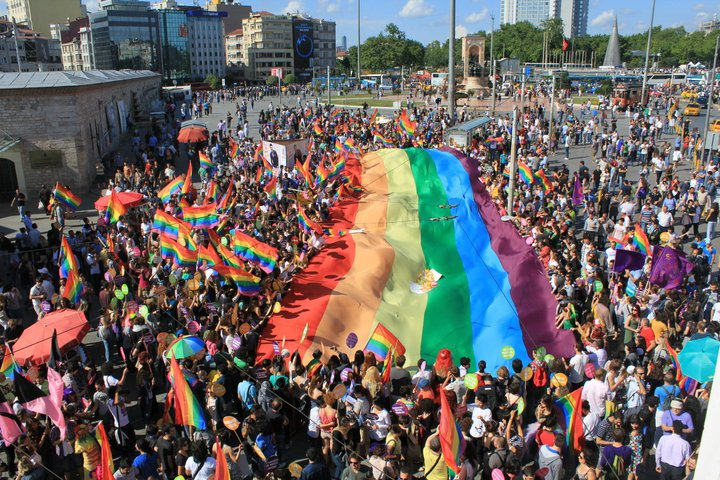
Marxa de l'Orgull Gai a Istanbul el 2011, Plaça Taksim, Istanbul.

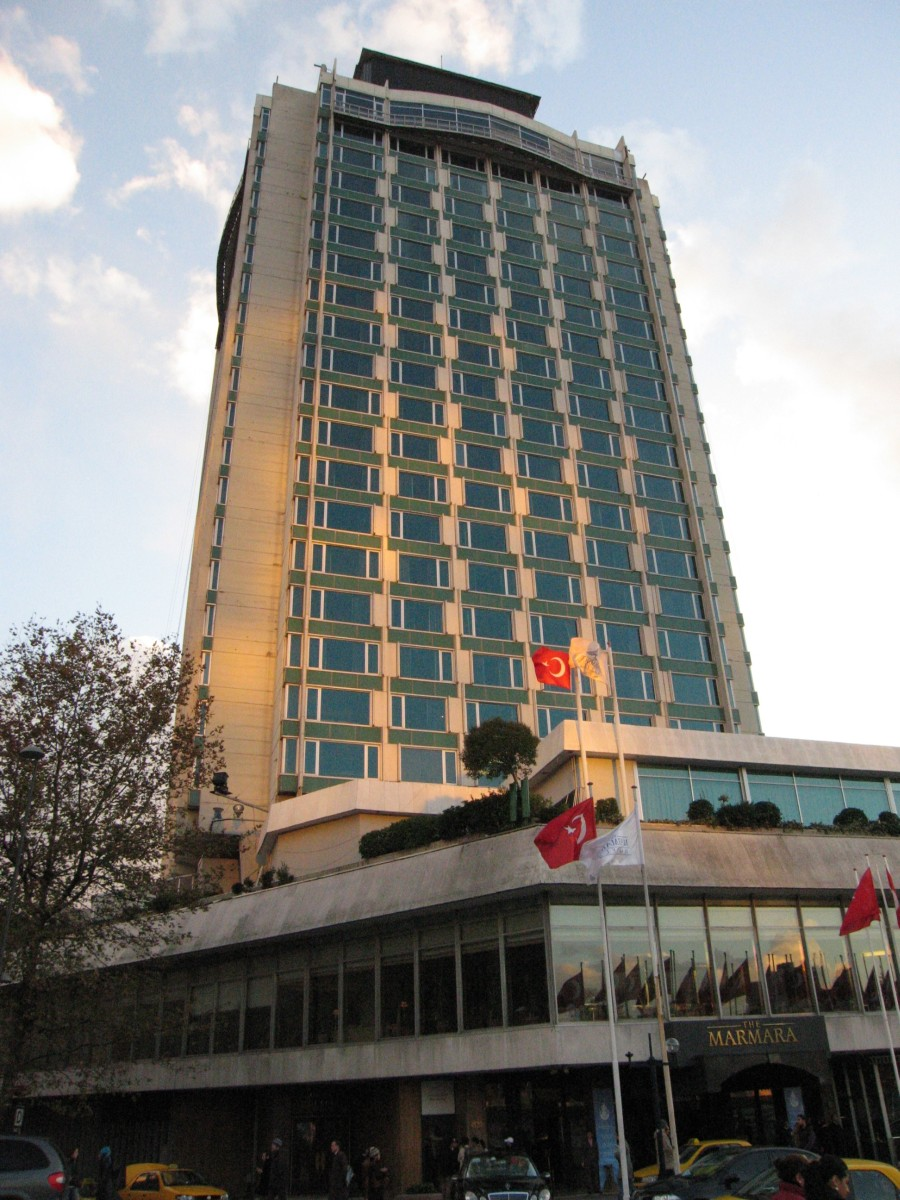
L'Hotel Marmara a la Plaça Taksim.

La Plaça de Taksim (en turc Taksim Meydanı), situada en la part europea d'Istanbul, Turquia, és una de les principals zona d'oci de la ciutat, i és també famosa pels seus restaurants, botigues i hotels de turisme. És considerada el cor de la moderna Istanbul, amb l'estació central de la xarxa de Metro d'Istanbul. La Plaça Taksim és també el lloc on s'ubica el Monument de la República (turc Cumhuriyet Anıtı), que va ser elaborat pel Pietro Canonica i es va inaugurar en 1928. El monument commemora el cinquè aniversari de la fundació de la República de Turquia en 1923, arran de la Guerra d'independència turca.

## Història
Taksim en turc significa "divisió" o "distribució". La plaça Taksim era originalment el punt en què confluïen i se separaven a altres parts de la ciutat les principals línies d'aigua del nord d'Istanbul (d'aquí el nom). Aquest ús de la zona va ser establert pel sultà Mahmut I. La plaça pren el seu nom de l'aljub de pedra de l'època otomana. A més, la paraula "Taksim" es pot referir a una forma musical d'improvisació especial a la música clàssica turca que es guia pel sistema Makam.
Un altre edifici significatiu que en els temps otomans va estar a la plaça va ser la Caserna Militar de Taksim (Taksim Topçu Kışlası, que més tard va esdevenir l'Estadi Taksim), però va ser demolit en 1940 durant les obres de construcció del Parc Taksim (Taksim Gezi Parkı)

## Avui
Taksim és un important nus de comunicacions i una popular destinació tant per als turistes com per als propis habitants d'Istanbul. L'Avinguda d'Istiklâl, una llarga avinguda comercial per als vianants, acaba en aquesta plaça, i per l'avinguda hi circula un nostàlgic tramvia, que comença a la plaça i acaba prop del Tünel (1875) que és la segona línia de metro més antiga després del Metro de Londres (1863). Vorejant la Plaça Taksim hom hi troba nombroses agències de viatge, hotels, restaurants, pubs, i cadenes internacionals de menjar ràpid com ara Pizza Hut, McDonald's, Subway, i Burger King. També s'hi ubiquen alguns dels hotels més importants d'Istanbul, com ara l'InterContinental, el Ritz-Carlton, i l'Hotel Marmara.
Taksim és també el lloc preferit de celebració d'esdeveniments públics, com ara l'entrada de l'Any Nou, desfilades i altres reunions socials.
El Centre Cultural Atatürk (Atatürk Kültür Merkezi), un centre cultural multifuncional i teatre d'òpera, també es troba a la Plaça Taksim.
La cadena de televisió NTV va tenir els seus estudis de notícies del matí a la Plaça Taksim Square durant un cert nombre d'emissions dels seus programes, abans de traslladar-se als seus nous estudis el 2011.

## Parc Taksim Gezi
El Parc Taksim Gezi és una petita illa verda al bell mig d'un univers de ciment. El 2013, l'ajuntament va començar a demolir el parc per tal d'afegir-hi posteriorment botigues. Milers de persones, agrupades en el moviment Ocupa Taksim, per aturar la demolició del parc. En comptes d'endegar un diàleg amb l'oposició, el governant Partit de la Justícia i el Desenvolupament (AKP), que té sota les seves ordres a la Policia utilitza la força i el gas pebre contra els manifestants, a fi i efecte de continuar amb la demolició endegada.

## Transport
La Plaça de Taksim també és un nus de comunicacions important per al transport públic d'Istanbul. A més serveix de principal intercanviador per al sistema municipal d'autobusos. També és l'estació final de la línia Hacıosman-4.Levent-Taksim-Yenikapı del Metro d'Istanbul. La línia de tramvia nostàlgic Avinguda d'Istiklâl-Tünel també comença a Taksim.
La posició de Taksim va rebre un impuls addicional el 29 de juny del 2006, quan va entrar en servei la nova línia de funicular que connecta l'estació de Metro de Taksim amb l'estació de tramvia de Kabataş i el port de ferris, la qual cosa permet als ciclistes de pujar a Taksim en només 110 segons.

## Manifestacions i incidents
La plaça ha estat un escenari destacat en diverses manifestacions de tipus polític durant bona part de la seva existència. Grups de tot l'espectre polític de Turquia, així com moltes ONGs han tractat de manifestar-se en aquesta plaça, a fi i efecte d'utilitzar la seva visibilitat en benefici de la seva causa.
- El 16 de febrer de 1969, uns 150 manifestants d'esquerra van resultar ferits durant els enfrontaments amb grups de dreta en el que es coneix com a "Diumenge Sagnant".
- En els esdeveniments coneguts com a massacre de la plaça Taksim, trenta-sis manifestants d'esquerra van ser assassinats per homes armat no identificat, i suposadament de dreta, a la plaça durant les manifestacions del Primer de Maig de 1977.
- La Plaça de Taksim va ser l'escenari dels disturbis de futbol el 2000 quan dos seguidors del Leeds United van ser apunyalats durant els enfrontaments que van tenir lloc amb seguidors del Galatasaray, la nit abans de la semifinal de la Copa de la UEFA 1999-2000 que havia d'enfrontar els dos equips
- El 31 d'octubre del 2010, un terrorista suïcida membre dels Falcons de la Llibertat del Kurdistan, va morir i 15 funcionaris de policia i 17 civils van resultar ferits.[4]

Després de molts altres fets de violència, totes les formes de protestes de grups van ser prohibits a la plaça i les unitats policials mantenen una presència durant tot el dia i nit per evitar qualsevol incident. La prohibició no s'aplica a les avingudes o carrers circumdants. Avui en dia, la plaça Taksim és una vegada més el punt o la destinació de moltes manifestacions polítiques de partida i, a més, es va permetre a les reunions de masses en el Dia del Treball per primera vegada el 2010 i han estat duent a terme en pau des de llavors.
No obstant això, les reunions per a esdeveniments com ara les celebracions de la Nit de cap d'any, Dia de la República, o importants partits de futbol, estan exclosos de la prohibició. L'anual Marxa de l'Orgull Gai a Istanbul també té lloc a la plaça.

### 2013
Des del 26 de maig del 2013, a la Plaça de Taksim s'han desenvolupat un seguit de protestes, que van començar per l'oposició ciutadana a la reconstrucció de la Caserna de Taksim, de l'època otomana (enderrocada el 1940 per construir-hi el Parc Gezi) i un centre comercial a la parcel·la del Parc Gezi. A primera hora del matí del 31 de maig, la policia va empènyer els manifestants i la gent que dormia a les tendes, i els va atacar amb gas lacrimogen, gas pebre i canons d'aigua.
Els manifestants també van criticar el primer ministre Recep Tayyip Erdoğan, qui ha ocupat el càrrec durant més de deu anys, per la seva postura intransigent en aquest tema controvertit i per l'ús excessiu de la força que la policia turca ha emprat contra els manifestants.